# Estupros durante a ocupação da Alemanha

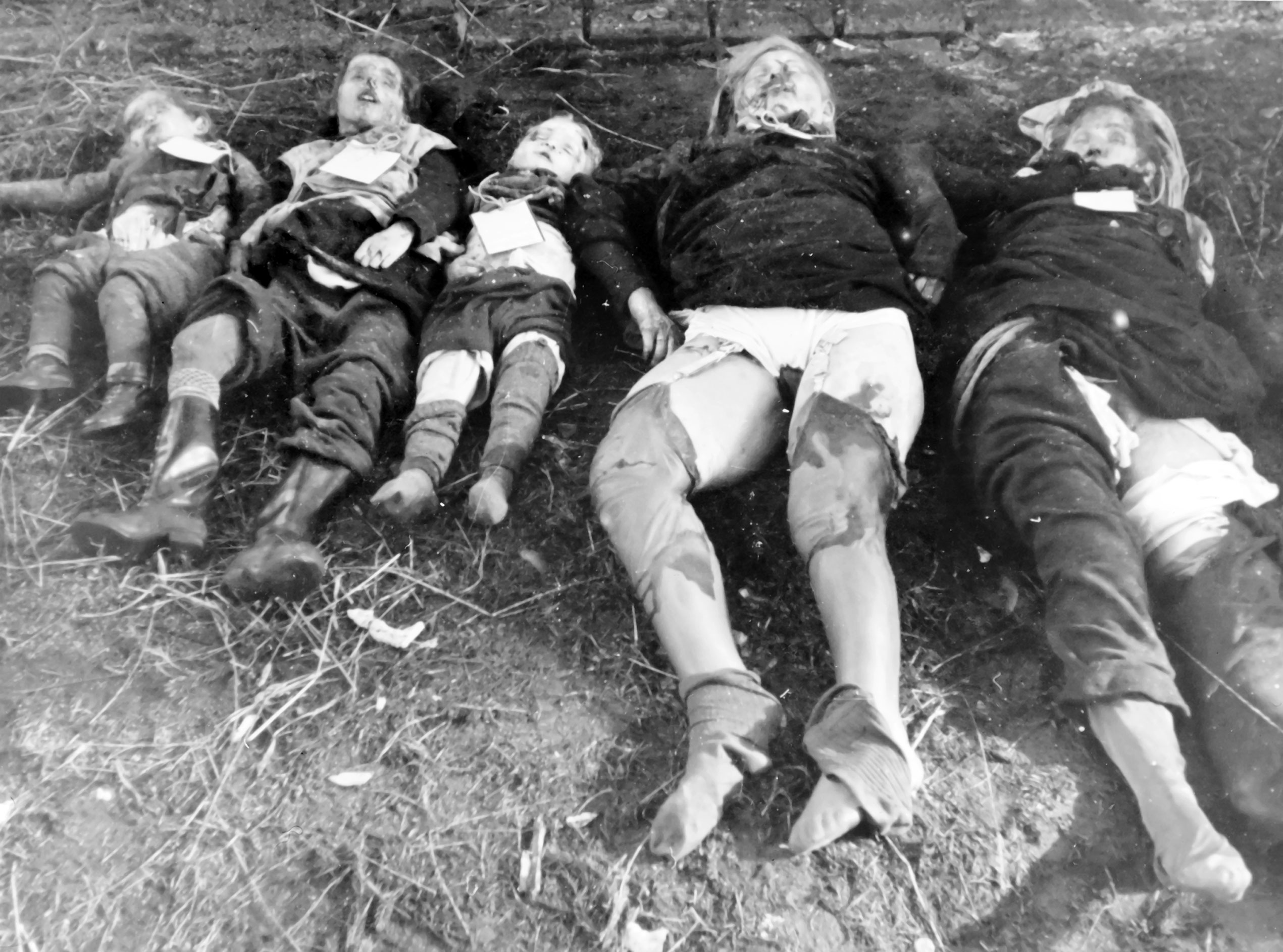
Fotografia tirada pela SS de uma família morta em Metgethen,. As duas mulheres apresentavam sinais de estupro

Estupros durante a ocupação da Alemanha referem-se ao estupro de mais de dois milhões de alemãs nos últimos seis meses da Segunda Guerra Mundial, sendo mais de 100 000 em Berlim.
O propagandista soviético Ilyá Ehrenburg instigou os soldados do Exército Vermelho dizendo: “Aplique a força e quebre o orgulho racial dessas mulheres alemãs. Tome-os como sua expropriação legal. Mate!"
Mais de 240 000 mulheres morreram neste período. De acordo com Natalya Gesse, amiga de Andrei Sakharov, "os russos estupravam todas as mulheres de oito a oitenta anos."
De acordo com o historiador Antony Beevor: "Stalin sabia perfeitamente o que estava acontecendo e achou engraçado que todas as mulheres alemãs, desde meninas até velhas, fossem estupradas"
Após o verão de 1945, os soldados soviéticos flagrados cometendo tal ato recebiam punições de enforcamento ou prisão.
Entretanto, os estupros continuaram até 1948, quando a Alemanha finalmente recuperou sua estrutura política e os soldados da União Soviética estavam apenas em postos de guarda, separados da população civil.